# Compagnie de la Ligne d’Italie

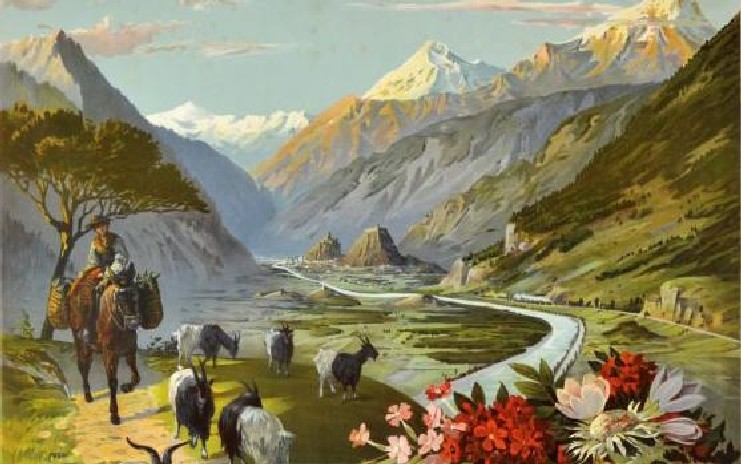
Von der Ligne d’Italie erbaute Bahnlinie im Rhonetal bei Sitten. Ausschnitt aus einem Plakat von Hugo d’Alési (1849–1906).

Die  Compagnie de la Ligne d’Italie (LdI), kurz  Ligne d’Italie, auch  Walliserbahn genannt, war eine schweizerische Eisenbahngesellschaft, die seit 1859 existierte. 1874 ging die Ligne d’Italie an die Compagnie du Simplon (S) über. Die Compagnie du Simplon oder Ligne du Simplon, kurz Simplon, deutsch auch Simplonbahn genannt, kam 1881 durch Fusion zur Suisse-Occidentale (SO).

## Geschichte

### Ligne d’Italie

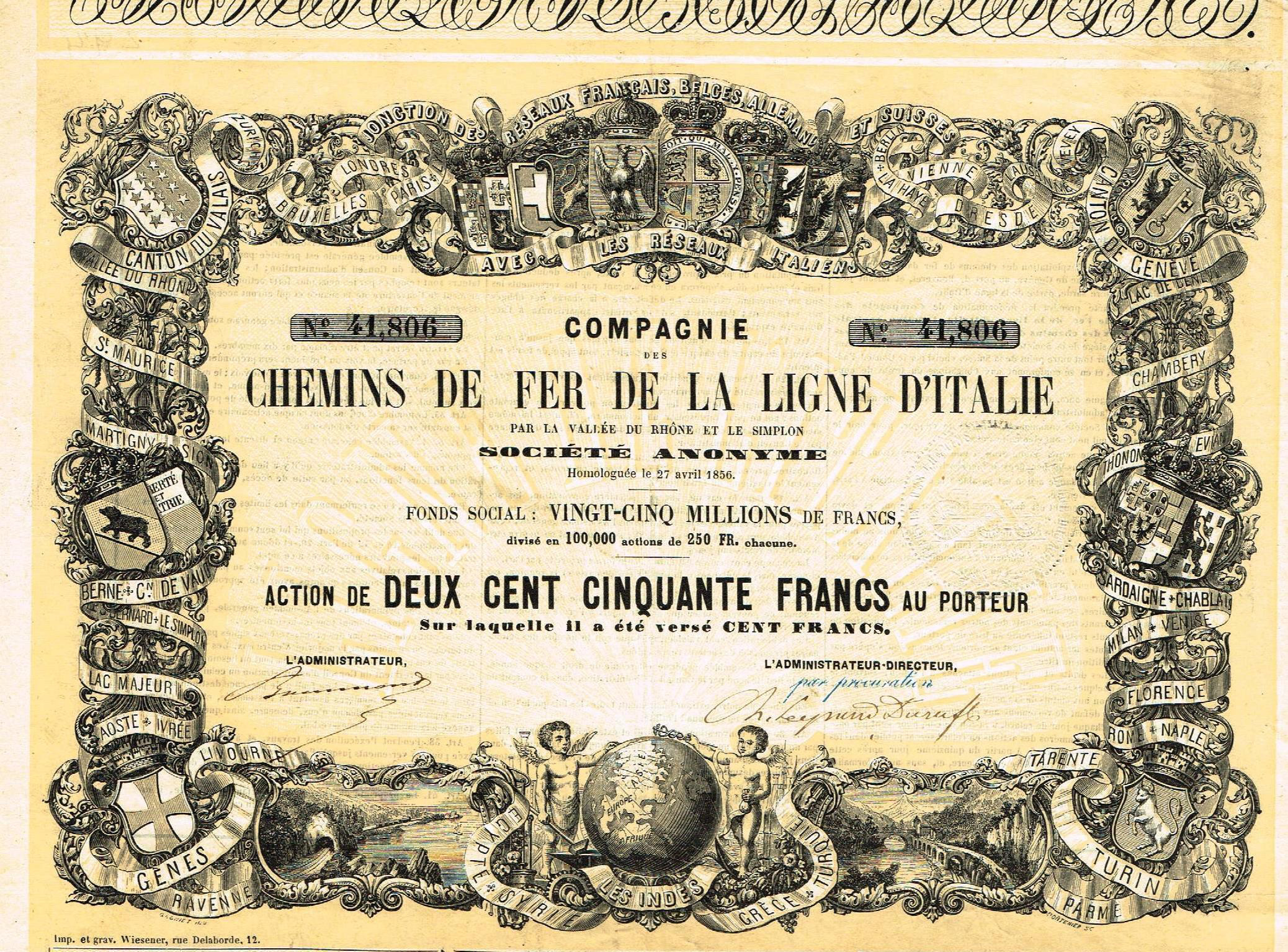
Aktie über 250 Francs der Compagnie des CdF de la Ligne d’Italie vom 27. April 1856

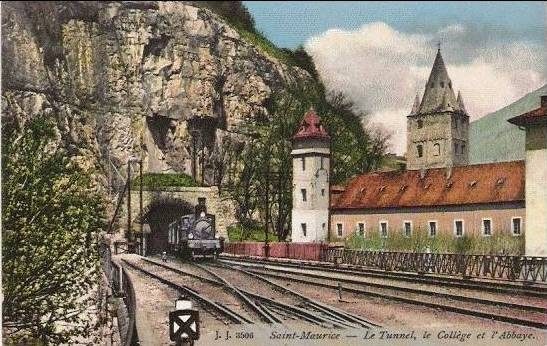
Saint-Maurice-Tunnel unweit des Bahnhofs Saint-Maurice. Nördlich des Tunnels befindet sich die Dienststation Les Palluds, wo die Linie der Ouest Suisse in die Strecke aus Le Bouveret einmündet.

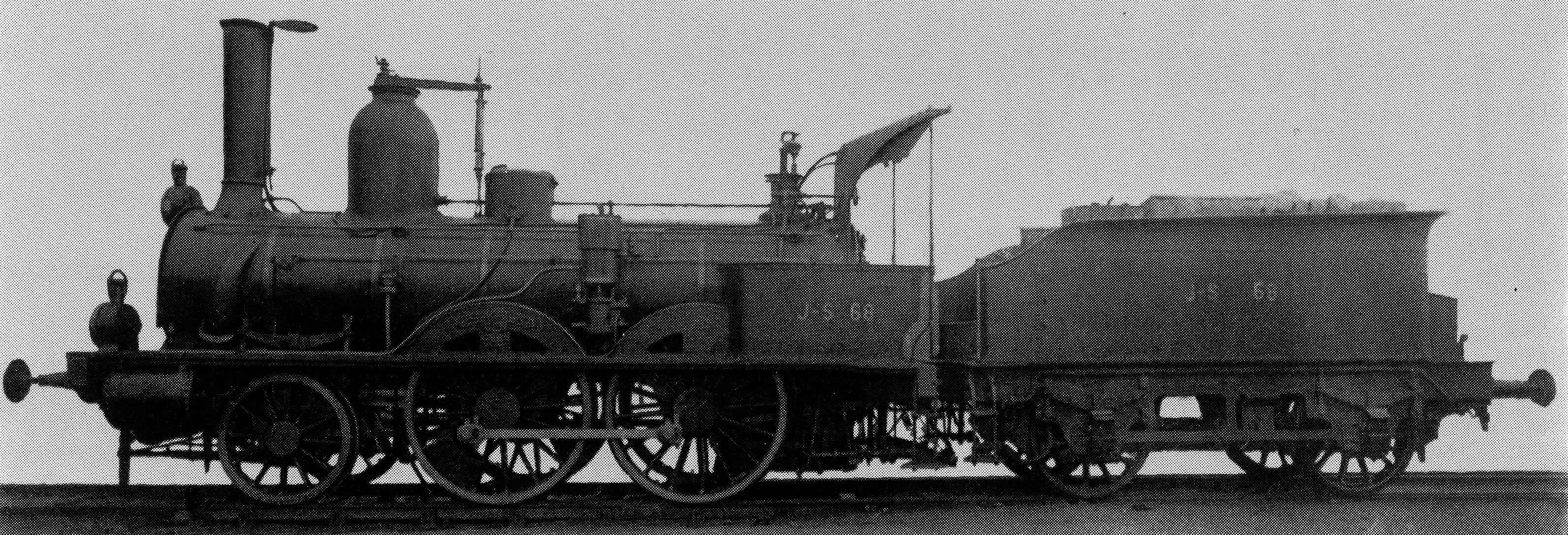
Lokomotive A2T Nr. 68 der Jura-Simplon-Bahn, 1858 für die Ligne d’Italie gebaut

Reisezugwagen 1. und 2. Klasse der Compagnie du Simplon. Wagen gebaut von der Schweizerischen Industriegesellschaft in Neuhausen am Rheinfall.

Obwohl der Bau der Strecke St. Gingolph–Saint-Maurice–Brig technisch einfach zu verwirklichen war, gelang es der Walliser Regierung nicht, schweizerische Kapitalgeber für die Realisierung der Bahn zu gewinnen. Das Aktienkapital stammte aus Frankreich. Treibende Kraft hinter dem Projekt war der Spekulant Graf Adrien de Lavalette, der 1853 die Konzession für eine Eisenbahn von Le Bouveret nach Sitten erhielt.
Das Ziel der 1856 gegründeten Unternehmung Ligne d’Italie war eine Verbindung der Westschweiz mit Italien mit einer Eisenbahnlinie durch den Kanton Wallis und den Simplon. Die Verbindung nach Genf und Frankreich war entlang des südlichen Ufers des Genfersees vorgesehen.
Erst nach mehrmaliger Aufforderung nahm de Lavalette die Bauarbeiten in Angriff. Ihren ersten Abschnitt von Le Bouveret am südöstlichen Ende des Genfersees über Saint-Maurice nach Martigny konnte die Ligne d’Italie dann am 14. Juli 1859 eröffnen. Von dort gelangte der Schienenstrang am 10. Mai 1860 nach Sitten. Als am 2. April 1861 die Ouest Suisse den letzten Abschnitt ihrer Strecke von Lausanne nach Les Paluds bei Saint-Maurice eröffnete, hatte die Ligne d’Italie Anschluss ans Schweizer Bahnnetz.
Erst nach einiger Zeit konnte die Ligne d’Italie am 15. Oktober 1868 das nächste Teilstück von Sitten nach Siders eröffnen, womit die Gesamtlänge ihrer Bahnstrecke auf 79,5 km stieg.
Dem Unternehmen, das den damals sehr landwirtschaftlich geprägten Kanton Wallis erschloss, war kein Erfolg beschieden. Zudem trat 1860 Savoyen in den französischen Staat ein, und mit der Eröffnung des Mont-Cenis-Eisenbahntunnels 1871 entstand eine direkte Konkurrenzlinie von Lyon nach Turin. Die Ligne d’Italie wurde 1871 liquidiert und unter gleichem Namen eine neue Gesellschaft gebildet.

### Compagnie du Simplon

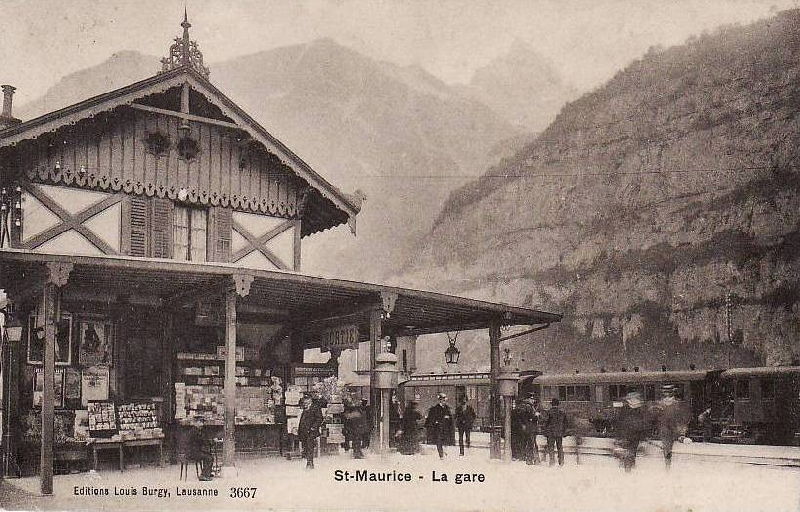
Bahnhof Saint-Maurice VS

Die LI musste zum zweiten Mal zwangsliquidiert werden und ging am 1. Juni 1874 zum symbolischen Preis von 202'422 Franken plus 500'000 Franken Kaution an die neue Gesellschaft Compagnie du Simplon (S). Die Aktionäre verloren sämtliches Kapital und die gesamten Baukosten von knapp 25 Millionen Franken.
Den Betrieb der Compagnie du Simplon besorgte die Suisse-Occidentale (SO). Am 1. Juni 1877 erfolgte die Streckenverlängerung von Siders nach Leuk und am 1. Juli 1878 bis zur vorläufigen Endstation Brig. Die Streckenlänge der Bahn umfasste nun 116,9 km.
Obwohl immer wieder Tunnelprojekte entwickelt wurden, um die Bahn durch den Simplon bis nach Domodossola zu verlängern, kam die Finanzierung vorerst nicht zustande. Die Linie blieb eine Stichstrecke, und die Betriebsergebnisse reichten nicht aus, um die Zinsverpflichtungen zu decken. Trotzdem führte die Simplonbahn zu einem bedeutenden wirtschaftlichen Fortschritt im Alpenkanton.
Auf den 1. Juli 1881 wurde die Compagnie du Simplon von der Suisse-Occidentale gekauft, die daraufhin ihren Namen in Suisse-Occidentale–Simplon (SOS) änderte. Am 1. Juni 1886 übergab die SOS die kurze Zweiglinie Le Bouveret–Saint-Gingolph dem Betrieb, welche den Anschluss an die Linie der Paris–Lyon–Mittelmeer-Bahn in Savoyen vermittelte. 1890 ging die SOS durch eine Fusion in der Jura-Simplon-Bahn (JS) auf, die die Bestrebungen für die Realisierung des Simplontunnels wesentlich förderte.

## Rollmaterial
Liste der Lokomotiven der Ligne d’Italie und der Ligne du Simplon:
| Bezeichnung                                                            | LI- und S-Nr. | Name       | SOS-Nr. ab 1881 | JS-Nr. ab 1890 | SBB-Nr. ab 1903 | Hersteller | Baujahr | ausrangiert |
| ---------------------------------------------------------------------- | ------------- | ---------- | --------------- | -------------- | --------------- | ---------- | ------- | ----------- |
| ab 1873: A ab 1874: I (SO VI) ab 1881: I ab 1887: A2T (ab 1902: B 2/3) | 1             | –          | 41              | 67             | –               | Fives      | 1858    | 1892        |
| ab 1873: A ab 1874: I (SO VI) ab 1881: I ab 1887: A2T (ab 1902: B 2/3) | 2             | –          | 42              | 68             | –               | Fives      | 1858    | 1896        |
| ab 1873: A ab 1874: I (SO VI) ab 1881: I ab 1887: A2T (ab 1902: B 2/3) | 3             | –          | 43              | 63             | –               | Fives      | 1858    | 1893        |
| ab 1873: A ab 1874: I (SO VI) ab 1881: I ab 1887: A2T (ab 1902: B 2/3) | 4             | –          | 44              | 64             | –               | Fives      | 1858    | 1892        |
| ab 1873: A ab 1874: I (SO VI) ab 1881: I ab 1887: A2T (ab 1902: B 2/3) | 5             | –          | 45              | 65             | –               | Fives      | 1858    | 1895        |
| ab 1873: A ab 1874: I (SO VI) ab 1881: I ab 1887: A2T (ab 1902: B 2/3) | 6             | –          | 46              | 66             | –               | Fives      | 1858    | 1892        |
| II (SO VI) ab 1881: II ab 1887: A2T ab 1902: B 2/3                     | 7             | St-Maurice | 27              | 80             | 1080            | SACM       | 1875    | 1903        |
| II (SO VI) ab 1881: II ab 1887: A2T ab 1902: B 2/3                     | 8             | Sion       | 28              | 81             | 1081            | SACM       | 1875    | 1903        |
| II (SO VI) ab 1881: II ab 1887: A2T ab 1902: B 2/3                     | 9             | Brigue     | 29              | 82             | 1082            | SACM       | 1875    | 1903        |